# Casa Alegre (Sort)
La Casa Alegre és una casa de Bernui, al municipi de Sort (Pallars Sobirà) inclosa a l'Inventari del Patrimoni Arquitectònic de Catalunya.

## Descripció
Gran casal de planta irregular amb façana a migdia sobre l'únic carrer de Bernui, formant un reentrant al que s'obre la porta per la que s'accedeix al pis alt, ja que la planta baixa està destinada al bestiar, es per això que hi ha molt poques obertures a la part baixa de la façana.
Al primer pis, en canvi, s'obren diverses finestres i balcons, un d'ells el del menjadors, orientat a ponent, i amb una eixida des d'on es dominen les muntanyes de Seurí. Al segon pis es repeteix, amb escasses variacions, la disposició de finestres i balcons de l'inferior.
Un enorme llosat a tres vessants cobreix aquesta gran construcció. La façana es troba recoberta per un arrebossat a excepció feta del basament.
Les diverses dependències (quadres, estables, pallers...etc.) es troben disposades al voltant de la casa.